# Numazu

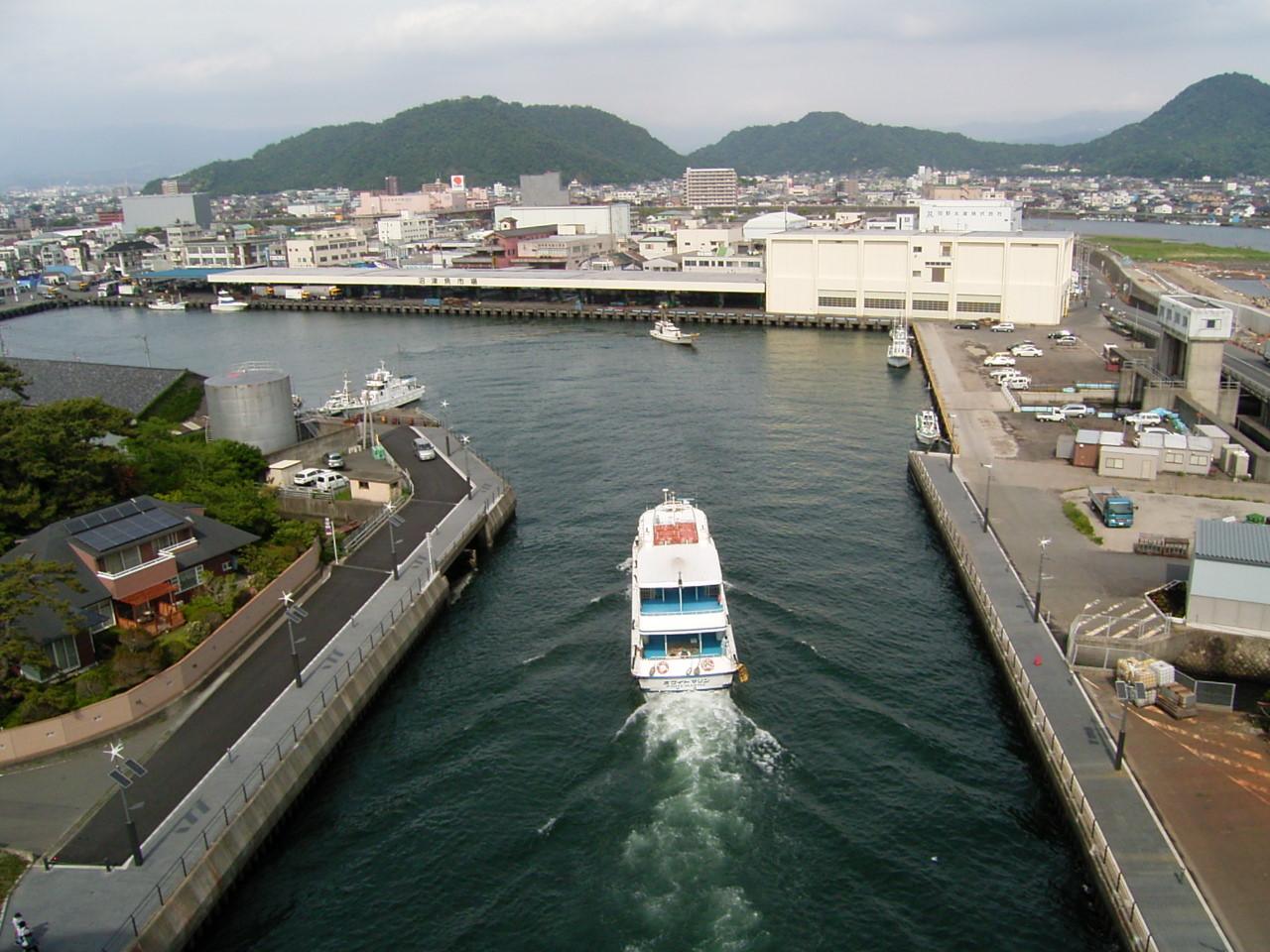
Zona portuară

Numazu (沼津市 Numazu-shi?) este un municipiu din Japonia, prefectura Shizuoka.